# Panorpa floridana
Panorpa floridana is een insect uit de orde van de schorpioenvliegen (Mecoptera), familie van de schorpioenvliegen (Panorpidae). De wetenschappelijke naam van de soort is voor het eerst geldig gepubliceerd door Byers in 1993.
De soort komt voor in Florida (Verenigde Staten). Slechts zes waarnemingen van deze soort zijn bevestigd, de laatste in 2010.